# Arthrobotrys dactyloides
Arthrobotrys dactyloides är en svampart som beskrevs av Drechsler 1937. Arthrobotrys dactyloides ingår i släktet Arthrobotrys och familjen vaxskålar.   Inga underarter finns listade i Catalogue of Life.